# ペーパーマリオシリーズ
ペーパーマリオシリーズは、インテリジェントシステムズが開発、任天堂より発売されているコンピュータゲームシリーズ。

## 概要
ペーパーマリオシリーズは、文字通り紙のようにペラペラなマリオが、敵を倒し、時に仲間の力も借りながら謎を解いて冒険をするゲームシリーズ。ジャンルは、アクションRPGおよびアクションアドベンチャー。「ペーパーマリオ」というシリーズ名は、シリーズ第一作『マリオストーリー』の日本国外版タイトルである『Paper Mario』から来ている。
当初はスーパーファミコンで発売された『スーパーマリオRPG』の続編として企画・開発されていたロールプレイングゲームだった。後に独自色が強くなり、RPGでいう「経験値」の概念が無くなるなど、アクションアドベンチャーにゲームジャンルそのものがシフトしていき、タイトルからも「RPG」の文字が外れる。なお開発元は異なるが、マリオRPGとしての路線は同じく『スーパーマリオRPG』から分化した『マリオ&ルイージRPG』シリーズにも引き継がれている。
マリオ&ルイージRPGシリーズの1つで本シリーズとマリオ&ルイージRPGシリーズコラボレーション作品『マリオ&ルイージRPG ペーパーマリオMIX』では本シリーズの主人公･ペーパーマリオがマリオと別人でマリオの世界の本の登場人物で命が有る設定だが本シリーズのペーパーマリオもマリオと別人なのか同一人物なのかは謎。

## シリーズ一覧
| 2000 | マリオストーリー                     |
| 2001 |                                      |
| 2002 |                                      |
| 2003 |                                      |
| 2004 | ペーパーマリオRPG（GC版）            |
| 2005 |                                      |
| 2006 |                                      |
| 2007 | スーパーペーパーマリオ               |
| 2008 |                                      |
| 2009 |                                      |
| 2010 |                                      |
| 2011 |                                      |
| 2012 | ペーパーマリオ スーパーシール        |
| 2013 |                                      |
| 2014 |                                      |
| 2015 | マリオ&ルイージRPG ペーパーマリオMIX |
| 2016 | ペーパーマリオ カラースプラッシュ    |
| 2017 |                                      |
| 2018 |                                      |
| 2019 |                                      |
| 2020 | ペーパーマリオ オリガミキング        |
| 2021 |                                      |
| 2022 |                                      |
| 2023 |                                      |
| 2024 | ペーパーマリオRPG（Switch版）        |

数値は全て日本のもの。
| タイトル                              | 発売日         | ハード                      | ジャンル                   | 売上本数 | 売上本数 |
| ------------------------------------- | -------------- | --------------------------- | -------------------------- | -------- | -------- |
| マリオストーリー（英題：Paper Mario） | 2000年8月11日  | NINTENDO 64                 | アクションRPG              | 54万本   | 137万本  |
| ペーパーマリオRPG                     | 2004年7月22日  | ニンテンドー ゲームキューブ | アクションRPG              | 43万本   | 191万本  |
| スーパーペーパーマリオ                | 2007年4月19日  | Wii                         | アクションアドベンチャー   | 59万本   | 432万本  |
| ペーパーマリオ スーパーシール         | 2012年12月6日  | ニンテンドー3DS             | シールバトルアドベンチャー | 57万本   | 249万本  |
| ペーパーマリオ カラースプラッシュ     | 2016年10月13日 | Wii U                       | アクションアドベンチャー   | 6万本    |          |
| ペーパーマリオ オリガミキング         | 2020年7月17日  | Nintendo Switch             | アドベンチャー             | 48万本   | 347万本  |

上記の他、関連作品としてマリオ&ルイージRPGシリーズとのコラボレーション作品『マリオ&ルイージRPG ペーパーマリオMIX』が存在する。

### リメイク・移植
| タイトル          | 発売日        | 対応機種        | 売上本数 | 売上本数 |
| ----------------- | ------------- | --------------- | -------- | -------- |
| ペーパーマリオRPG | 2024年5月23日 | Nintendo Switch | 45万本   | 210万本  |

## 特徴
絵本やペーパークラフトのような世界観（実際に本の中の話という設定）に紙のようにペラペラなキャラクターたちが活躍する点が、シリーズの主な特徴。仕掛けを作動させると、本の1ページをめくったように階段が移動したり、パラパラ漫画のように橋が完成したりと、独特の演出が多くみられる。
作品ごとに大きくゲームシステムが変更されているのも特徴で、1作目の『マリオストーリー』2作目の『ペーパーマリオRPG』では多数の仲間と冒険するRPGの形式であったが、3作目の『スーパーペーパーマリオ』以降はアクションアドベンチャー形式となっている。しかし、基本的に主人公のマリオを操作してフィールドを冒険し、敵を倒したり謎を解いたりしてゲームを進めていく点は変わらない。
また、ほかのマリオシリーズに比べると、小ネタややりこみ要素が多い。このほか、舞台となる街の背景や一部の住民の言動などに、マリオシリーズらしからぬアンダーグラウンドな要素やブラックジョーク、現代社会の事情や若者言葉などが多く含まれており、独特の世界観を構築しているのも特徴的である。

## 共通点
シリーズを通しての共通点も多い。
- ゲームのストーリーは全て本の中の話となっている。各作品のオープニングムービーを見ると語り手が「さて、今日は『◯◯（本の名前）』のお話をしましょう。」と語り始め、2作目以降からは画面に本が映っている。作品ごとの本の名前は、『スターストーンと魔法の地図』（ペーパーマリオRPG）[15]、『ふういんのヨゲン書』（スーパーペーパーマリオ）[16]となっている。いずれも作者、およびそれらの本を読んでいる人物は不明（なお、「ペーパーマリオ　スーパーシール」にも本は登場するが、名前は登場しない）。
- 「デアール」「ミステール」「サンデール」「コブロン」「シンエモン」「クモクモーン」というキャラクターが『スーパーペーパーマリオ』までの全ての作品に登場している。なお、同じ姿・名前の別人とされていて、デアール、ミステール、サンデールについては作品ごとに若干の設定は違うものの、魔法が使える点と言動や姿は共通している（ただし、「サンデール」については2作目まで英語混じりな喋り方だったが、3作目では普通の口調となっている）。なお、デアール達は本シリーズの原型となった『スーパーマリオRPG』に登場した「スペール」という魔法使いの敵キャラクター達が元となっている。
- 仲間の一人称が全員違うものとなっている。
- シリーズ中の仲間の能力には同じ効果があるものが多い。
- ゲームデータ一覧の下には、集めるべきものが今何個なのかが一目で分かるように、そのためのくぼみの表示がある。
- 作品によってはアイテムを調理してほかのアイテムに変える「料理キャラ」が存在し、いずれも「シー」で終わる4文字の名前である。
- ゲーム中にしばしば「クイズ」（イベントではなく必ずクリアする必要があるもの）のイベントが登場するが、イベント内で表記される「開催された回数」は共有されており、1作目では「64回」（NINTENDO 64と掛けている）、2作目では「65回」、3作目では「66回」となっている。
- 4～6作目では、扇風機が全て登場している。

## サウンドトラック
| タイトル                                    | 発売日        | 規格品番  | レーベル         |
| ------------------------------------------- | ------------- | --------- | ---------------- |
| マリオストーリー オリジナルサウンドトラック | 2000年9月21日 | FMCN-1002 | エンターブレイン |